# Beleg van Philippine
Het Beleg van Philippine was een beleg en ontzet van 8 tot 20 mei 1635 door Willem Frederik van Nassau-Dietz in het Vlaamse Philippine dat een einde moest maken aan het Spaanse beleg van het fort onder leiding van kardinaal-infant Ferdinand van Oostenrijk.

## Aanloop
Troepen van Filips II van Spanje waren de oorspronkelijke bouwers (toen nog een schans) en vernoemden deze naar hun koning. De schans werd opgeworpen in 1583 en moest Sas van Gent beschermen tegen de Watergeuzen. Op 21 juli 1600 nam de Staatse vloot met Maurits van Nassau, de latere prins van Oranje (toen hij op weg was naar de slag bij Nieuwpoort), voor het eerst deze schans in. Een voorhoede van zijn leger werd onder leiding van graaf Ernst van Nassau vooruit gezonden, om ze te bezetten. De schans had een kleine bezetting van ongeveer veertig koppen. Deze droegen ze onmiddellijk over aan Maurits. Zij waren niet opgewassen tegen zo'n enorme overmacht.

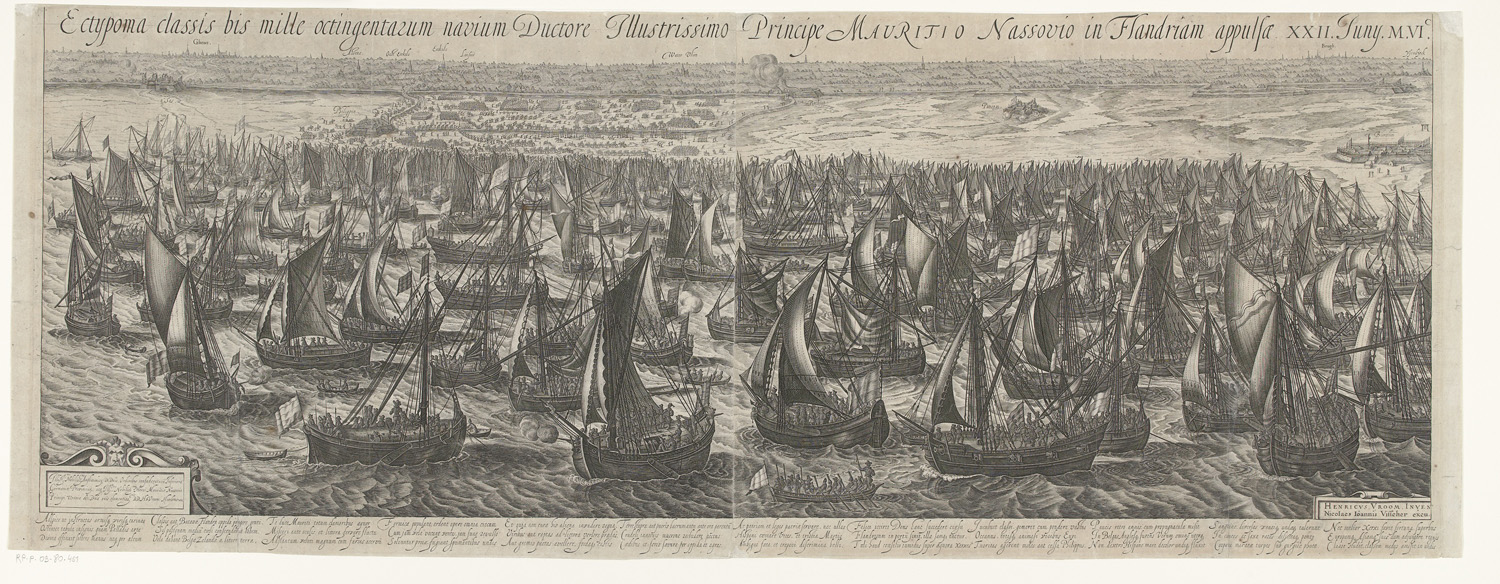
Aankomst van Maurits in 1600 met de Staatse vloot

Nadien heeft het Leger van Vlaanderen de schans weten te heroveren, want op 11 september 1633 ontnam Willem Frederik van Nassau-Dietz ze wederom van de Spanjaarden. Hij was enkele dagen eerder met een vloot vanuit Vlissingen gekomen. Hij arriveerde op 7 september. Zijn troepen beschoten vier dagen lang de schans, die door honderdvijftig Spanjaarden werd verdedigd. De Spanjaarden moesten op 11 september capituleren omdat hun munitie op was geraakt.
De Spaanse legerleiding wilde de schans weer hernemen. Zij waren enkele weken later, op 29 september, teruggekomen met een groot leger, bestaande uit zestig vendels voetvolk en zeven vendels ruiters. Willem Frederik had zich sinds de inname verschanst en de vestingwerken opmerkelijk versterkt en uitgebreid. Er werd zolang het licht was hevig over en weer geschoten. De prins zou niet lang stand kunnen houden tegen zo'n overmacht dus hij verzon een krijgslist. Hij liet 's nachts vanuit Biervliet een aantal lege schepen aanrukken met daarop zestig tamboers. Deze tamboers hadden instructie gekregen om Duitse, Franse en Engelse marsen te spelen. De Spanjaarden dachten dat er een groot leger naderde, braken haastig op en namen de vlucht. Zij hadden hun vers aangelegde vestingwerken verlaten. De prins liet deze onmantelen en de schans verder versterken tot fort, het Mauritsfort.

## Beleg en ontzet
De Spanjaarden hadden het echter nog steeds gemunt op Philippine. Ferdinand van Oostenrijk besloot op 8 en 9 mei 1635 de schans opnieuw bij verrassing in te laten nemen. Hij zond vijfduizend man onder bevel van overste De la Fontaine, terwijl veel vestingwerken nog in opbouw lagen. Er lag een bezetting van vijfhonderd koppen, de vesting lag aan een kant nog geheel open waardoor een redoute en een halve maan voor het grijpen lagen. Het Spaanse leger wist dan ook de redoute en de halve maan meteen te overmeesteren. Zeeland besloot meteen, zodra het nieuws van de Spaanse aanval bekend werd, om versterking te sturen, vierhonderd man werden verscheept. Graaf Willem van Nassau-Siegen was ook op weg met drie regimenten, maar voer 's nachts Philippine voorbij. De Spanjaarden dachten nu dat de prins hen van achteren wilde aanvallen. Deze staken in paniek hun legerplaats in brand, lieten drie kanonnen achter en namen de vlucht.

## Nasleep
De Spaansgezinden hadden met deze aanval zware verliezen geleden met ruim duizend doden. Daarnaast mogelijk veertien tot vijftienhonderd gewonden. Tot 1747 zou de schans in Staatse handen blijven.